# Swertia changii
Swertia changii là một loài thực vật có hoa trong họ Long đởm. Loài này được S.Z. Yang, C.-fan Chen & Chih H.Chen mô tả khoa học đầu tiên năm 2008.